# Перчиле
Перчиле (італ. Percile) — муніципалітет в Італії, у регіоні Лаціо, метрополійне місто Рим-Столиця.
Перчиле розташоване на відстані близько 45 км на північний схід від Рима.

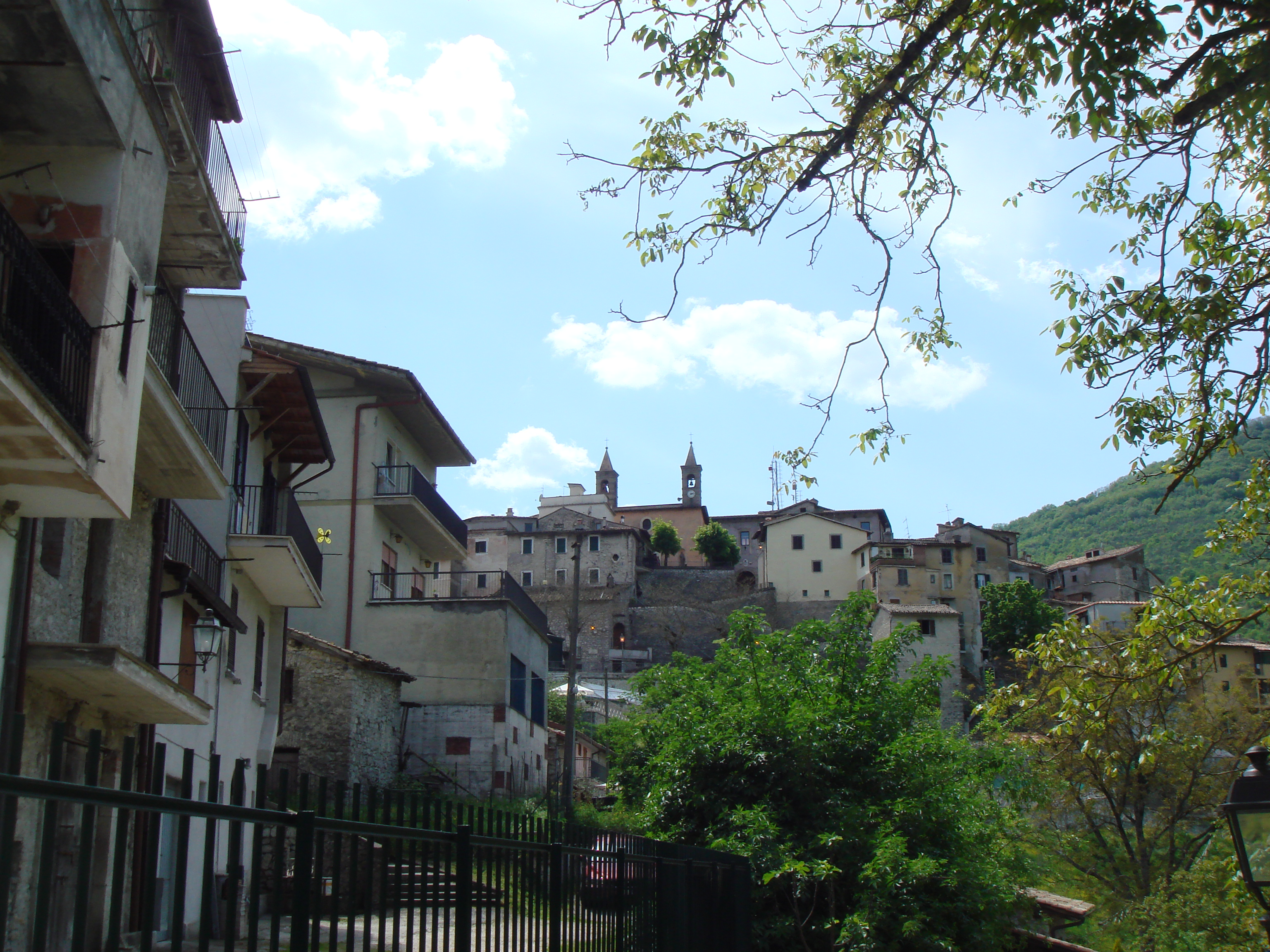

Населення — 278 осіб (2014).

## Демографія
Населення за роками:

Станом на 1 січня 2023 року в муніципалітеті офіційно проживало 38 іноземців з 4 країн, серед них 30 громадян країн Євросоюзу.

## Сусідні муніципалітети
- Чинето-Романо
- Ліченца
- Мандела
- Орвініо
- Скандрилья
- Валлінфреда